# Eaea
«Eaea» — пісня іспанської співачки Бланки Паломи, випущена 20 грудня 2022 року. Пісня представляла Іспанію на пісенному конкурсі Євробачення 2023 після перемоги на національному відборі Benidorm Fest 2023.

## Сюжет пісні
Згідно з аналізом фан-сайту Євробачення Wiwibloggs, пісня присвячена «покійній бабусі», яка надихнула Бланку Палому на написання більшої частини її музики. За словами Фустера, у пісні прославляється могутність і сила жіночих предків.

## Пісенний конкурс Євробачення

### Benidorm Fest 2023
Benidorm Fest 2023 був національним відбором Іспанії на пісенний конкурс Євробачення 2023. Змагання складались з двох півфіналів і фіналу. Загалом у двох півфіналах змагались 18 пісень-учасників, по дев'ять у кожному. У півфіналах чотири пісні, які набрали найбільшу кількість голосів серед професійного журі (50 %), демоскопічного журі (25 %) і телеголосування (25 %), потрапляли безпосередньо у фінал. Під час фіналу вісім пісень, які пройшли кваліфікацію, виконуються знову, а система голосування залишається тією ж, що й у півфіналі. «Eaea» брала участь у другому півфіналі та перемогла в ньому зі 167 балами.
У фіналі Бланка Палома вважалася фавориткою на перемогу на Benidorm Fest 2023 у численних опитуваннях шанувальників Євробачення, включно з Wiwibloggs та ESCUnited. «Eaea» змагалася за тріумф фестивалю з іншим фаворитом публіки, піснею «Quero arder» канарського співака Агоні. «Eaea» отримала загальну суму в 169 балів у фіналі, перемігши з різницею в 24 бали з другим місцем, і стала конкурсною піснею Іспанії на Євробаченні 2023.

### На Євробаченні
Будучи членом «Великої п'ятірки», Іспанія автоматично отримала право брати участь у фіналі. У фіналі Іспанія зайняла 17 місце, набравши 100 балів.